# 西田篤史
西田 篤史（にしだ あつし、1956年〈昭和31年〉7月8日 - 2024年〈令和6年〉11月3日）は、日本のタレント、司会者、ラジオパーソナリティ。広島県庄原市出身。愛称は、あっちゃん。放送番組の制作などを行う『OFFICE AT'S』の代表取締役。庄原市ふるさと大使。庄原いちばん動画CMコンテスト 審査委員長。2022年から庄原市「ジビエ大使」（初代）。広島を拠点とするローカルタレントとして同県内の民放テレビ・ラジオ各局の番組に出演し、県内で行われる各種イベントの司会などでも活動した。

## 概要
身長172cm、体重59kg。血液型A型。長男はギタリストの西田修大。
庄原格致高校卒業までの5年間を父方の実家があった庄原市で過ごす。
広島県立庄原格致高等学校から広島修道大学商学部経営学科に進学し、3年生の時の1978年から中国放送（RCC）のラジオリポーターとして活動。卒業を機にリポーター業を引退する予定だったが、ファンからの「辞めないで」コールに負けてローカルタレントに転向。1986年には現在の個人事務所である「株式会社オフィスアッツ」を設立し、以後ラジオ、テレビで活躍している数少ない広島密着型地元タレントであった。
RCCのラジオ番組『たむたむたいむ』で共演した村下孝蔵とも親交があった。1980年代〜1990年代には『白島北町音楽倶楽部』（広島ホームテレビ）という来広ミュージシャンを招く音楽番組があり、多くのミュージシャンと交遊を持った。プロデビュー前の広島時代の吉川晃司に密着取材したことがあり、見真講堂（広島市）で「はまちバンド」解散ライブ終了後、ナベプロのマネージャーに「お前は甘い！」と殴られる吉川を横で見ていたという。
テレビの情報番組や若者向けのラジオ番組等を担当した後、1992年4月から司会を担当したゴールデンタイムの情報番組『週刊パパたいむ』（中国放送）では、初期の低調を跳ね除け、33％という驚異的な視聴率を記録し、12年弱に及ぶ長寿番組となった。この頃、一時期芸名を「西田あつし」としていたが、番組後期の2000年前後に再び本名と同じ「篤史」に戻した。
その後しばらく休養ののち、『ごじテレ。』（中国放送）にて本格復帰。RCCイブニングワイドの『イブニング・ふぉ〜』（中国放送）のMCを経て『イマなま3チャンネル』（中国放送）のMCを務めた。
2008年8月2日、広島修道大学ハーモニーロードの吉田拓郎歌碑除幕式の司会を務めた。
2014年7月から庄原市ふるさと大使を務めた。
2014年10月から『HOME Jステーション』（広島ホームテレビ）に水曜コメンテーターとして出演。
ミリィーと名付けたフレンチ・ブルドッグを2016年から飼い、愛犬家の一面もあった。
2018年4月から2019年3月まで『みみよりライブ 5up!』（広島ホームテレビ）にリポーターとして出演。
2022年8月から庄原市「ジビエ大使」の初代大使にかつて西田の個人事務所に所属していた松本裕見子とともに就任。このあたりから晩年まで、メディアも含めほとんどの公式の場にはニット帽を着用していた。
2024年11月3日午前1時13分、病気のため広島市内の自宅で死去。68歳没。死因は公表されていないが、死去の2年前に膵臓がんを患っていたことがかつてMCを務めていた『イマナマ!』からの放送で明らかになった。
同日に行われた通夜には、松本裕見子、柏村武昭、大瀬良大地・浅田真由夫妻らが参列。翌4日に告別式が行われ、近親者を中心に、松本、柏村、佐々岡真司、南一誠ら約150人が参列した。
2025年1月18日、エディオンピースウイング広島でお別れ会「西田篤史 感謝の集い」（実行委員長 松本裕見子）が行われ、約4000人が参加し、柏村武昭、さだまさし、高橋慶彦らが登壇した。1月20日、広島ホームテレビは『ピタニュー』でお別れ会の様子と『みみよりライブ 5up!』コーナー「5up!ハイスクール」亀井静香の回を放送した。

## テレビ

### RCCテレビ
- WakuWakuスキー天国（1986年1月5日 - ）
- わくわく温泉探検隊
- ひろしま大通り→ほりばた宝恋草→週刊C-TIME
「パパたいむ」以前に若手を中心に製作された土曜午後の情報番組。いずれも半年の放送であったが、その後の「パパたいむ」の礎となる。
- 週刊パパたいむ→パパたいむ☆ビオラ（1992年4月14日 - 2003年6月19日）
- ごじテレ。（2005年1月 - 同年3月）
- イブニング・ふぉー（2005年3月28日 - 2012年3月19日）
- イマなま3チャンネル（2012年4月2日 - 2014年9月19日）
- 風をきって走りたい ～青春のわすれものを探して～（2013年11月4日）
  - 風をきって走りたい2 ～ハーレー女子伝説の聖地へ～（2014年6月15日）
- エキキタ～広島未来予想図～（2014年5月10日）
- エキキタ 広島未来予想図2～男女4人秋物語～（2014年9月13日）
- PLUG（2014年10月29日 - 2015年3月24日 毎週水曜深夜）
- ランキンLand！（2016年9月16日）
- カープ日本一TV2018（2018年1月1日）菊池感謝祭in広島
- エキキタ 広島未来予想図3 西田篤史が歩く進化する広島の玄関口（2018年5月5日）
- カープ日本一TV 2019 〜THE 絆〜（2019年1月1日）菊池涼介×西田篤史 “絆”を深めるぶらり旅in広島

### 広島ホームテレビ
- アッちゃんのホリデーNo.1
レギュラーで司会を務めた初の番組。
- 西田篤史の独占広島60分
- HOMEショッピングクイズ
- 白島北町音楽倶楽部
- 西田篤史のテレビランド（1996年3月25日 - 2000年3月31日）
- HOME Jステーション（2014年10月 - 2018年4月）水曜日コメンテーター（2015年4月からは火曜日にもコメンテーターとして出演。）
  - 金曜コーナー『あっちゃんの日本一～広島ぶらり～』 （2017年4月7日 - 2018年4月6日）
- HOME開局45周年特別番組　キニナルてれび（2015年1月10日）
- 鯉のはなシアター #96 「野間峻祥 赤き『走攻守心』」 （2016年8月31日） ゲスト出演
- HOME Jステーション 祝!カープV7 Jステ拡大スペシャル（2016年9月12日）
- 庄原探訪！美食＆絶景！お宝探し（2016年10月1日）
- 夏旅 癒しのSHOW原イチバン（2017年7月15日）
- 秋旅 金メダリスト金藤理絵と巡る SHOW原イチバン（2017年9月30日）
- ぶちぶちシソンヌ（2017年12月5日・2018年3月20日）
  - ぶちぶちシソンヌ 西田篤史の!TVではなかなか観ることができない!名店ツアー!（2020年2月19日）
- ぽるぽるLIVE『あっちゃんのフライデーNo.1』（2017年 - 2018年4月6日、インターネット配信 ぽるぽるLIVE、毎週金曜16:30- 、17時台 HOME Jステーション 中継あり）
- みみよりライブ 5up!（2018年4月 - 2019年3月）「5up!ハイスクール」リポーター
- ぽるぽるLIVE『ひろしま地下LIVE ぶちアゲ↑7↓ダウン』（2018年4月 - 2019年3月）毎週金曜MC 紙屋町シャレオぽるぽるSTUDIOから生配信

### 広島テレビ
- 進め!スポーツ元気丸（2002年4月 - 2003年3月：日曜 22:30 - 23:25）司会[31]

### TSSテレビ新広島
- クイズクロス5（1986年1月31日 - 1988年3月）
不慮の事故で亡くなった坂本九の後を継いで、坂本の妻・柏木由紀子と共に司会を務めた。
- アイあいレポート
- あっちゃんのいただきます

### BS
- 旅する水曜日 華大さ～んキテミテ旅広島編（2022年10月12日、BS日テレ）

## ラジオ

### RCCラジオ
- たむたむたいむ[4]
- あっちゃんのSay春ing[4]
- あっちゃんのミッドナイトひろしま[4]
- パワフル!ヤンヤン放送局[4]
- 音＆ON
- Yum Yum ステーション
- フライデースクープ!西田篤史のラジきんぎょ（2000年 - 2003年）
- 歌人・村下孝蔵20年目の同窓会（2019年6月22日 18:00-21:00）
- 歌人・村下孝蔵 色褪せぬ歌（2020年5月10日 18:00-20:00）
- 歌人・村下孝蔵 色褪せぬ歌2021（2021年6月6日 18:00-20:00）ゲスト：さだまさし
- 西田篤史のシンラジラ（2021年6月29日 - 、死去後も番組自体は継続）
- 歌人・村下孝蔵 色褪せぬ歌2022（2022年5月29日 18:00-20:00）ゲスト：さだまさし
- 歌人・村下孝蔵 色褪せぬ歌2023（2023年5月29日 18:00-20:00）
- 歌人・村下孝蔵 色褪せぬ歌（2024年7月14日 20:00-21:30）

### 広島エフエム放送
- あっちゃんのドライヴィン・グラフィー!

## CM
- 力山綜合建設
- 月刊レジャー広島 発刊CM（1987年8月25日）[32]
- モンテカルロ（1991年）
- セントラル総合開発 クレアホームズ（2016年）
- 鄙の料亭 地御前（2017年）
- 広島県議会議員一般選挙 あなたの家族の物語 ひろしま投票家族（2019年3月）祖父 役
- 介護施設・介護サービス セイワのハピネス（2022年）松本裕見子と出演

## イベント
- 庄原よいとこ祭（第1回1981年11月 - 第30回2010年8月[33]、庄原市） よいとこ司会者

## 映画
- ハッピーランディング（2015年6月、長嶋一茂プロデュース）神父 役
- シネマの天使（2015年11月、東京テアトル、監督：時川英之）居酒屋店員 役
- 劇場版 びったれ!!! （2016年、ビデオプランニング）杉山頼道（栄子の父親）役
- 福山市市制100周年＆エクセル福山5周年記念ショートムービー「愛しさと愛しさが、向きあえる場所。」（2016年8月1日）友情出演[34]
- 恋のしずく（2018年10月13日広島県先行公開 / 2018年10月20日全国公開、ブロードメディア・スタジオ）美咲の父 役

## 書籍
単著
- 西田篤史『広島のローカルタレント あっちゃん、』ザメディアジョン、2015年2月20日。ISBN 978-4-86250-354-1。

共著
- カープが優勝した25の理由 2016 CENTRAL LEAGUE CHAMPIONS（2016年12月、ザメディアジョンプレス） ISBN 978-4862504760
インタビューされた25人のうちの1人
- ぼくのヒーロー（2018年1月 ザメディアジョン）ISBN 978-4862505415
絵：緒方かな子　作：緒方祐奈　話：西田篤史　文：清水浩司

## CD
- 西田篤史と佐々木リョウ 『マイガール／俺がね、立っていられるのは』 （2016年3月9日、発売元：株式会社ザメディアジョン） マキシシングル